# 미야자와 도시요시

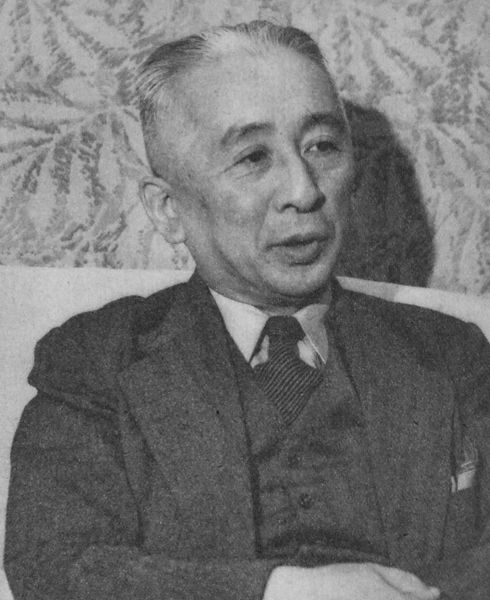

미야자와 도시요시(宮沢俊義, 1899년 3월 6일~1976년 9월 4일)는 나가노현 나가노시 출신의 헌법학자이다. 도쿄 대학 명예교수였다. 미노베 다쓰키치의 제자로, 그 후계로 도쿄 제국대학 법학부 교수로 근무하였으며, 퇴직 후에 스예노부 산지(末延三次)와 함께 릿쿄 대학 법학부 창설에 공헌했다.
1923년에 도쿄 제국대학 법학부를 졸업하고, 1925년에 동대학 조교수가 되었다. 1934년에 동대학 교수가 되었으며, 1946년에는 칙선 귀족원 의원이 되었다. 1959년에 도쿄 대학에서 정년퇴임한 이후 동 대학 명예교수, 릿쿄 대학 헌법 및 프랑스 공법 교수로 활동하였으며 릿쿄 대학 초대 법학부장을 지냈다.
일본제국 헌법에서 일본국 헌법으로의 이행을 법적으로 해석하면서 제창한 8월 혁명설로 잘 알려져 있다. 또한 법철학자 오다카 도모오와의 오다카·미야자와 논쟁(이른바 국체논쟁)도 유명하며, 공공의 복지의 해석에서 일원적 내재설을 주장하는 등 이후의 헌법학계에 큰 영향을 끼쳤다. 사법시험 등의 수험계에서는 미야자와설은 통설로 알려져 있으며, 제자 아시베 노부요시가 그 지위를 이었다.
1965년부터 1971년까지 일본야구기구의 제4대 커미셔너(커미셔너 위원회의 위원장)를 지냈다.

## 주요 저서
- 《헌법》(憲法, 유히카쿠, 1962년)
- 《헌법강화》(憲法講話, 이와나미 신서, 1967년)
- 《헌법의 이해》(憲法の原理, 이와나미 쇼텐, 1967년)
- 《헌법과 재판》(憲法と裁判, 유히카쿠, 1967년)
- 《헌법과 정치제도》(憲法と政治制度, 이와나미 쇼텐, 1968년)
- 《천황기관설사건 (상·하)》(天皇機関説事件（上・下）, 유히카쿠, 1970년)
- 《헌법Ⅱ (법률학전집)》(憲法Ⅱ (法律学全集), 유히카쿠, 1971년)
- 《코멘타르 전정 일본국 헌법》(コンメンタール全訂日本国憲法, 아시베 노부요시 보정, 닛폰효론샤, 1978년)

## 참고 문헌
- 다카미 가쓰토시(高見勝利), 《미야자와 도시요시의 헌법학사적 연구》(宮沢俊義の憲法学史的研究), 유히카쿠, 2000년.

## 같이 보기
- 미노베 다쓰키치
- 사토 이사오(제자)
- 고지마 가즈시(제자)
- 아시베 노부요시(제자)